# Podrujnica
Podrujnica je naselje u Republici Hrvatskoj, u sastavu Općine Kula Norinska, Dubrovačko-neretvanska županija. 

## Stanovništvo
Prema popisu stanovništva iz 2001. godine, naselje je imalo 142 stanovnika te 40 obiteljskih kućanstava. Prema popisu iz 2011. u Podrujnici je obitavalo 135 stanovnika.
| broj stanovnika |       |       | 87    | 142   | 116   | 202   | 410   | 222   | 248   | 267   | 289   | 213   | 169   | 122   | 142   | 135   | 109   |
|                 | 1857. | 1869. | 1880. | 1890. | 1900. | 1910. | 1921. | 1931. | 1948. | 1953. | 1961. | 1971. | 1981. | 1991. | 2001. | 2011. | 2021. |

## Kapela i crkva Svetog Roka
Betonska kapelica dimenzija 8×4 metra sagrađena je za vrijeme župnika don Špirka Vukovića. Blagoslovio ju je biskup Gugić 10. rujna 1972. godine. Zvonik kapelice bio je u obliku slomljene grede na kojemu se nalazio križ i tri zvona. Naslijedila je tradiciju stare kapele Sv. Roka na Rujnici, odakle se stanovništvo početkom 20. stoljeća većim dijelom preslilo u današnju Podrujnicu.
Na njenu mjestu nalazi se današnja crkva sv. Roka. Gradnja crkve duge 11 a široke 6 metara započeta je za vrijeme župnika don Zrinka Brkovića a nastavljena i dovršena 2008. za vrijeme župnika don Nikole Bodrožića.